# Podjuchy
Podjuchy (deutsch Podejuch) ist ein Stadtteil der Großstadt Stettin (poln. Szczecin) in der polnischen Woiwodschaft Westpommern. Unter dem Namen Podejuch war die Ortschaft bis 1939 ein eigenständiges Dorf und wurde dann nach Stettin eingemeindet.

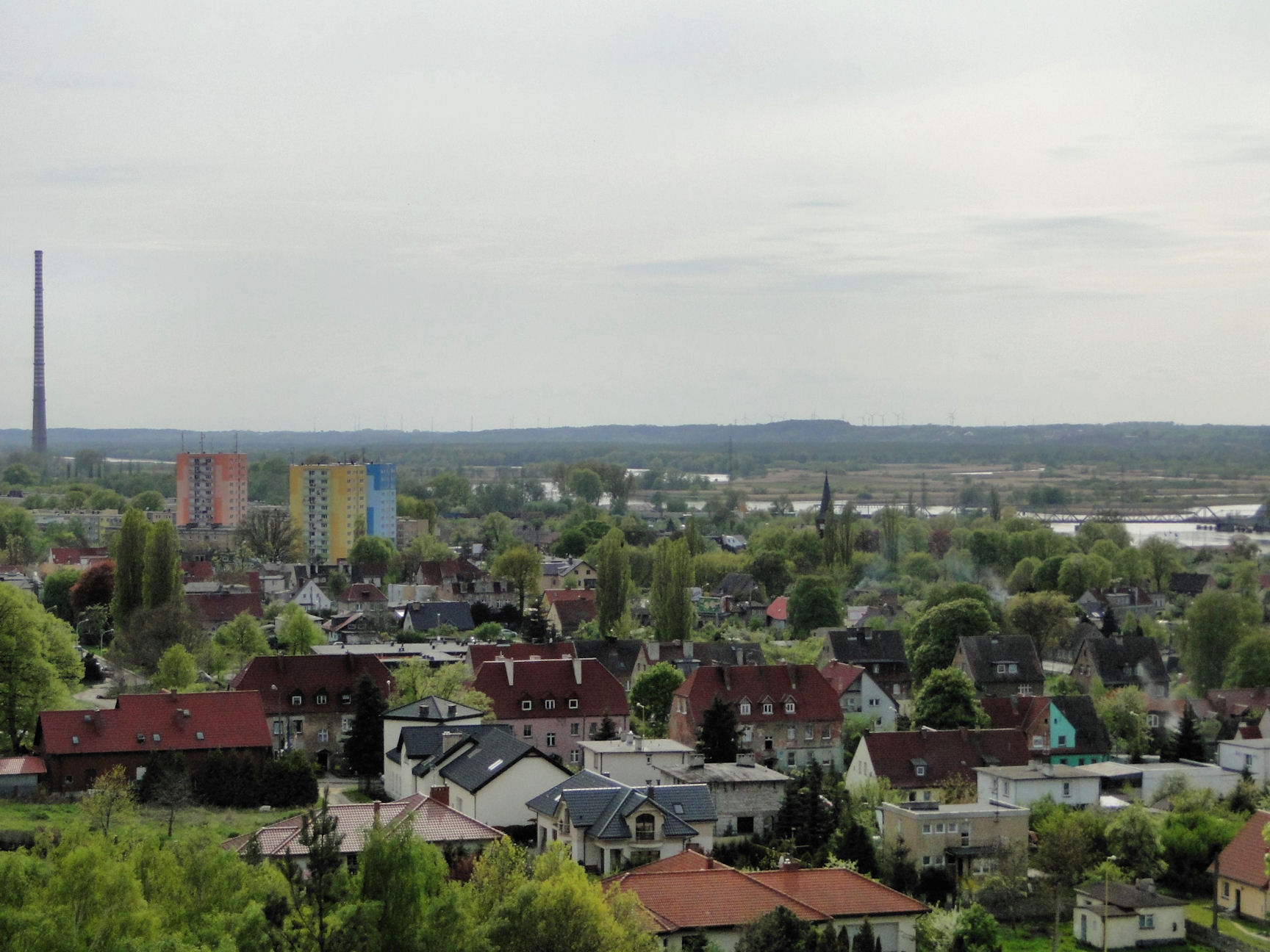
Ortspanorama

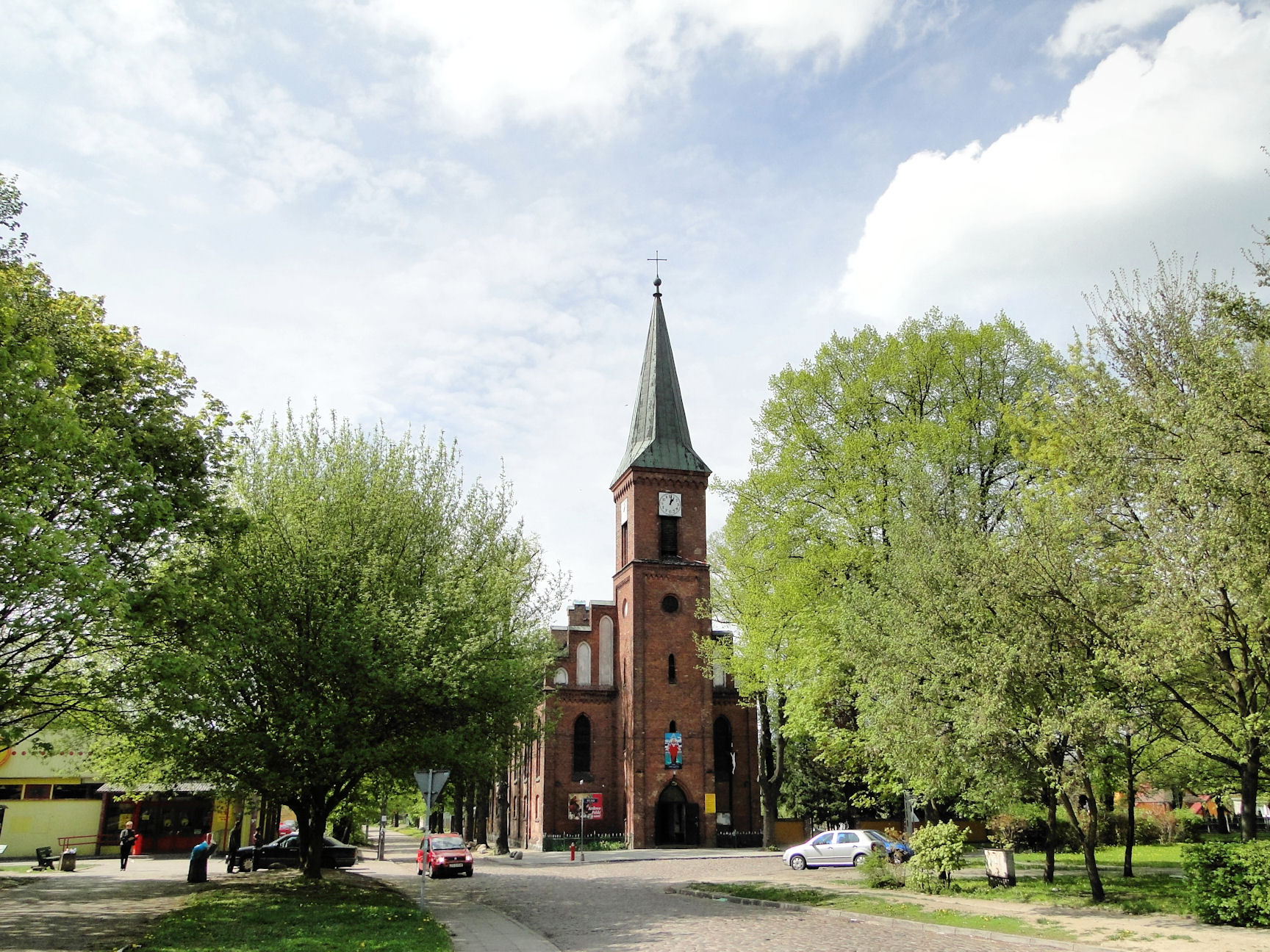
Kirche, bis 1945 Gotteshaus der evangelischen Gemeinde Podejuch

## Geographische Lage
Der Stadtteil liegt unmittelbar am südlichsten Arm der Oder, der Großen Reglitz, etwa acht Kilometer südsüdöstlich des Stadtzentrums von Stettin und sechs Kilometer südwestlich des Stadtteils Dąbie (Altdamm).
Südlich des Orts heißt der Fluss nicht mehr Große Reglitz. Dort teilt sich der Flusslauf in drei Arme auf: den Brünken-Strom, den Kahnfahrt-Strom und den Zeglin-Strom, und weiter südlich heißt er Reglitz. Östlich der Ortschaft schließt sich eine Hügellandschaft an, die sogenannten Podejucher Berge.

## Geschichte

Podejuch (Podiug) südsüdöstlich des Stettiner Haffs, südöstlich von Stettin und südwestlich der Stadt Damm (Damme) an der rechten Seite der Oder und südlich der Plöne, auf der Lubinschen Karte von 1618 (Ausschnitt), auf der auch etliche ehemalige Eigentumsortschaften des Klosters Kolbatz in der Umgebung eingezeichnet sind, zu denen Podejuch und die Stadt Damm (einschließlich Fischereirechten im Dammschen See) ebenfalls gehört hatten.

Ältere Ortsbezeichnungen sind Villa Podjug (1328), Podiug (1618, auf der Lubinschen Karte), Podejuch (1779), Podjuch (1818), Podejuch (19. Jh.). Der Ortsname ist vermutlich slawischen Ursprungs. In einem am 10. Januar 1648 in Schwedt/Oder aufgenommenen Protokoll kommt Podjuch auch als Familienname vor.
Durch eine Schenkungsurkunde vom 3. Dezember 1328, deren Wortlaut erhalten ist, ausgefertigt am Samstag vor dem Nikolaustag in Stettin, schenkte Herzog Otto I. Villa Podjug mit allem Zubehör der Stadt Stettin, von der die Ortschaft 1524 aber dem St.-Johannes-Kloster abgetreten wurde, das sie noch im 19. Jahrhundert in Besitz hatte. Das Dorf war Sitz einer Bergfaktorei und hatte eine Königl. Kalkbrennerei, eine Ziegelei und eine Windmühle. Zum Dorf gehörten die Erbzinsgüter Finkenwalde und Friedensburg.
Um die Wende zum 20. Jahrhundert war Podejuch ein besuchter Vergnügungsort der Stettiner; es hatte eine evangelische Kirche, Stärkemehl- und Schamottefabrikation, eine Holzbearbeitungsanstalt, Böttcherei, Fischerei und Aalräucherei.
Im Jahr 1939 gehörte Podejuch zum Landkreis Randow im Regierungsbezirk Stettin der preußischen Provinz Pommern des Deutschen Reichs und war dem Amtsbezirk Finkenwalde zugeordnet. Am 15. Oktober 1939 wurde Podejuch zusammen mit seiner Oberförsterei, der Stadt Altdamm und vielen anderen Gemeinden der Region in den Stadtkreis Stettin eingemeindet.

### Demographie
| Jahr | Einwohner | Anmerkungen                                                                                             |
| ---- | --------- | --- |
| 1777 | –         | 48 Feuerstellen (Haushaltungen)                                                                         |
| 1818 | 484       | [ 9 ] [ 4 ]                                                                                             |
| 1852 | 983       | [ 10 ]                                                                                                  |
| 1858 | 1052      | am 3. Dezember                                                                                          |
| 1861 | 1131      | am 3. Dezember, in 213 Familien                                                                         |
| 1867 | 1365      | am 3. Dezember                                                                                          |
| 1871 | 1470      | am 1. Dezember, davon 1463 Evangelische, eine katholische Person, zwei sonstige Christen und vier Juden |
| 1875 | 1897      | [ 8 ]                                                                                                   |
| 1880 | 2202      | [ 8 ]                                                                                                   |
| 1890 | 2540      | davon Katholiken, Juden                                                                                 |
| 1905 | 4242      | [ 7 ]                                                                                                   |
| 1910 | 4444      | davon 16 Einwohner in der Oberförsterei Podejuch                                                        |
| 1925 | 5610      | [ 8 ]                                                                                                   |
| 1933 | 7052      | [ 8 ]                                                                                                   |
| 1939 | 9204      | davon 8321 Evangelische, 369 Katholiken, 33 sonstige Christen, vier Juden                               |

Ortsbilder
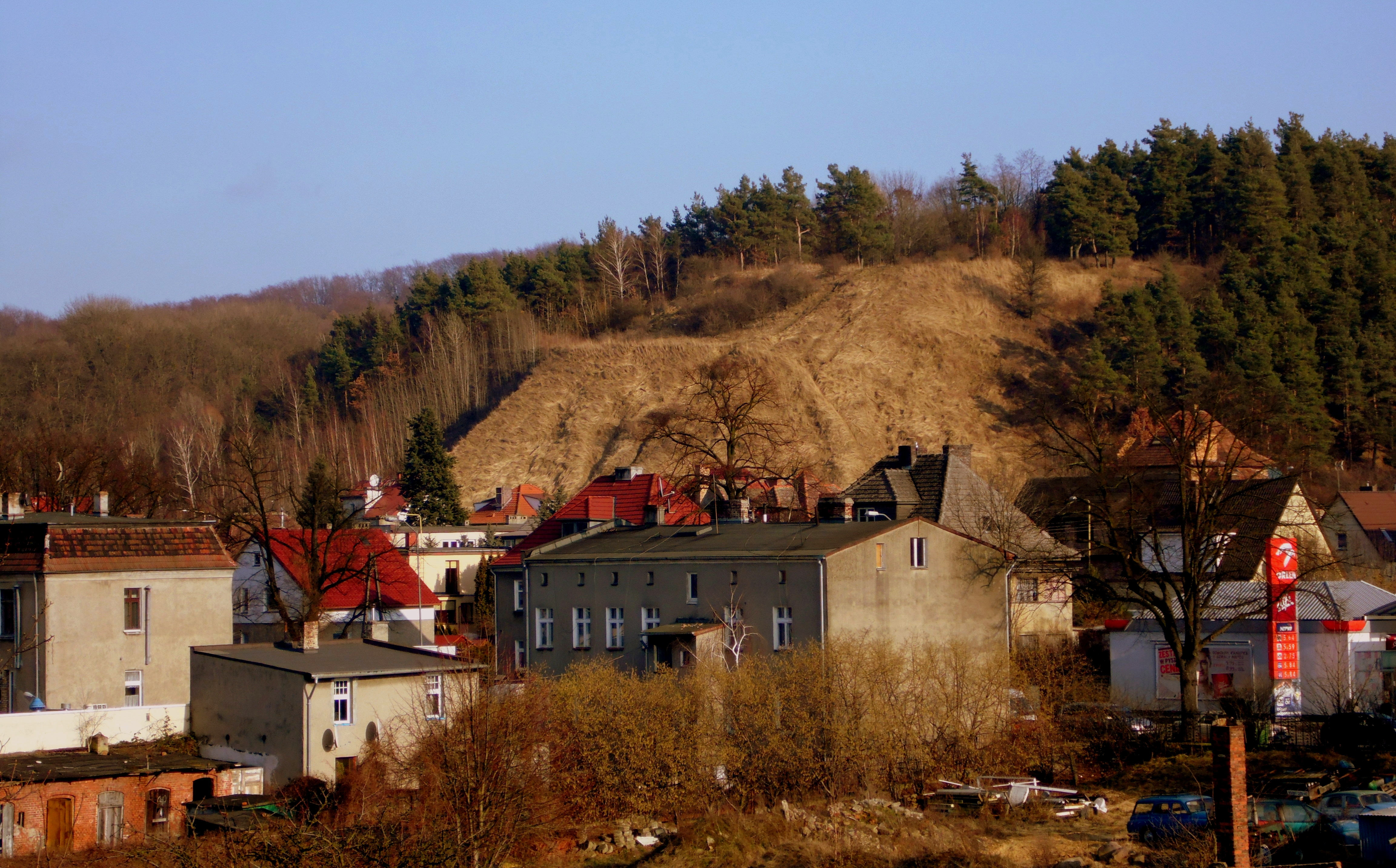
Häuser an den Podejucher Bergen
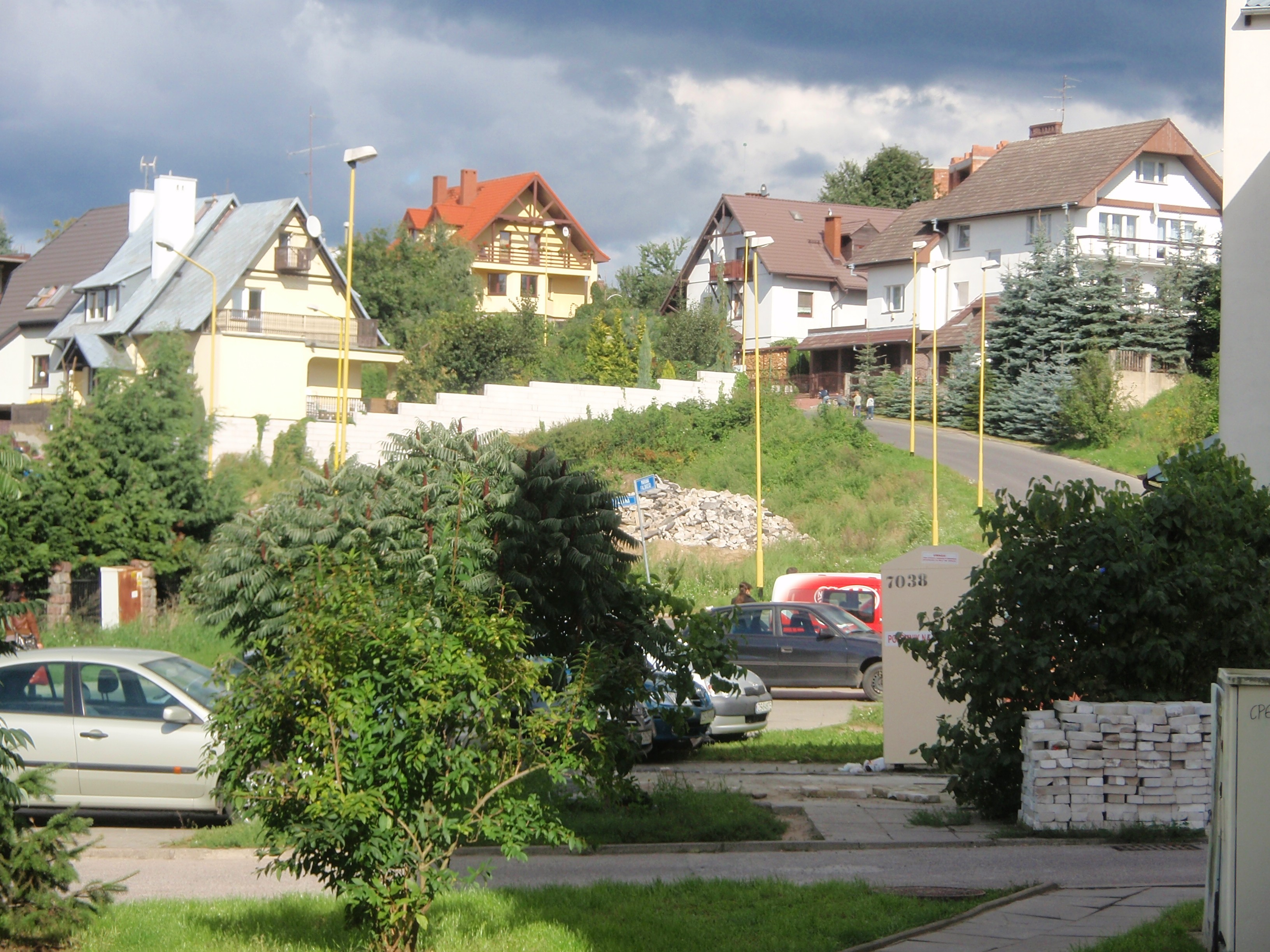
Wohnhäuser
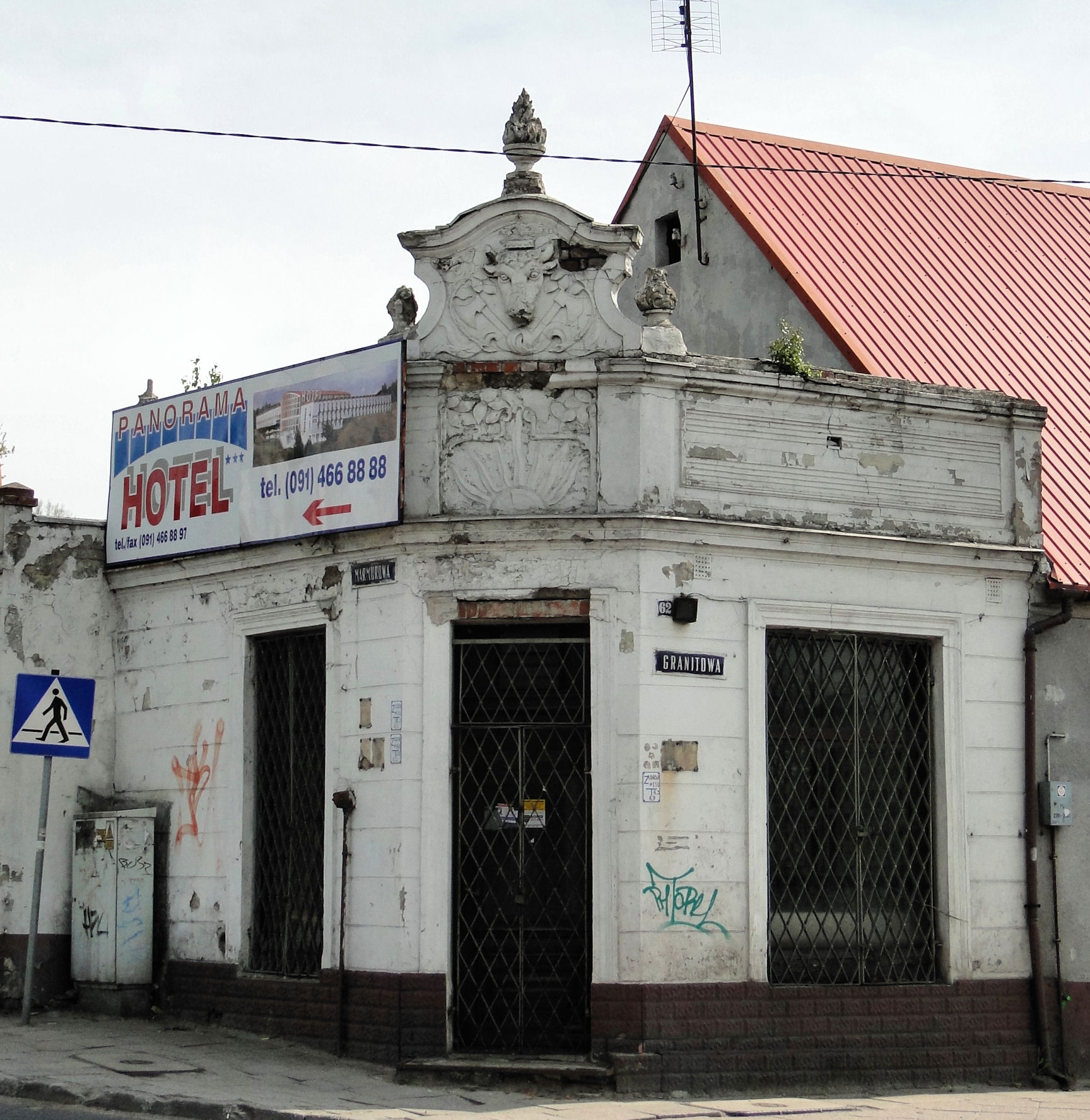
Alte Marmor-Hausfassade
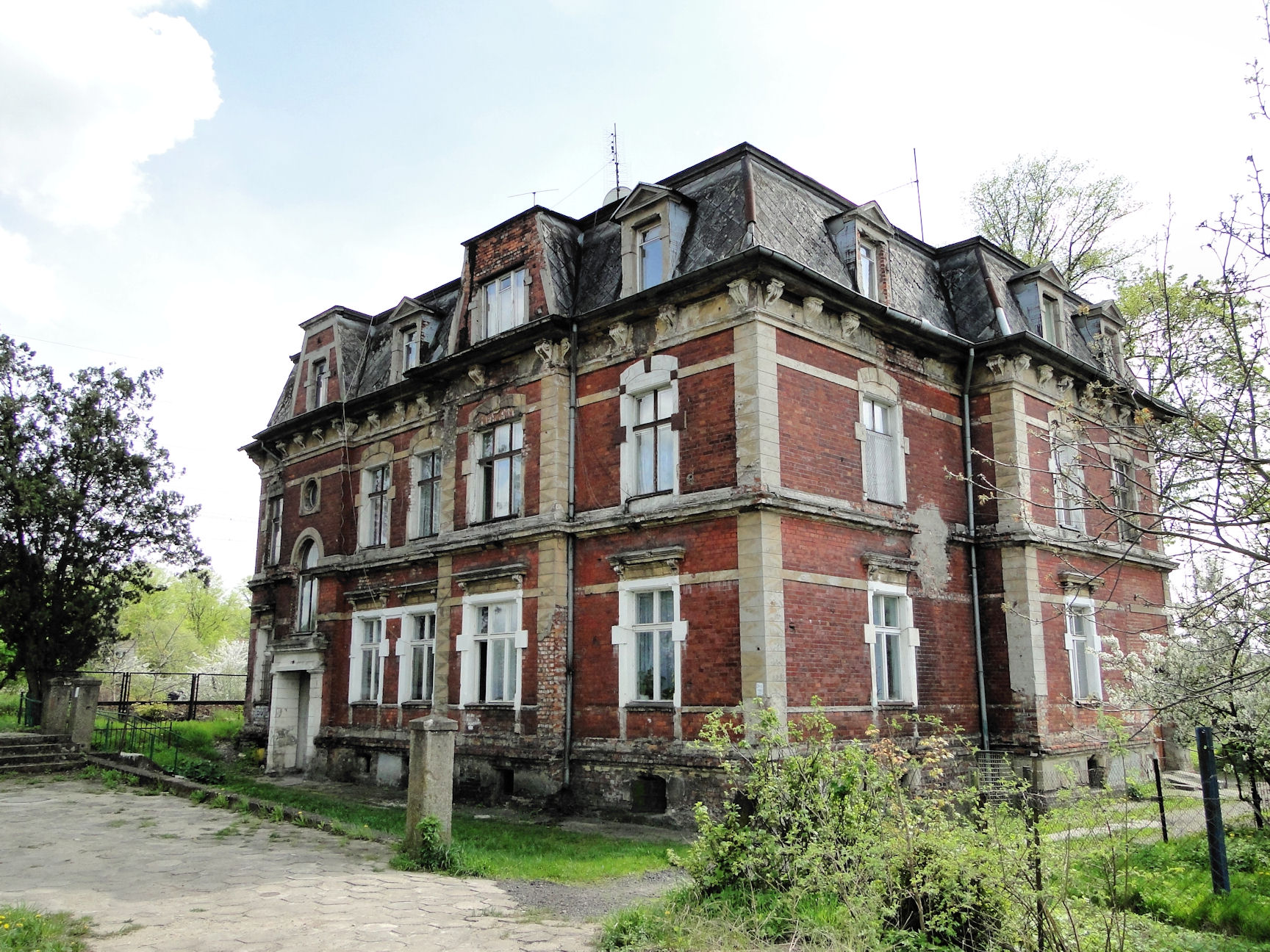
Wohngebäude mit Schieferdach
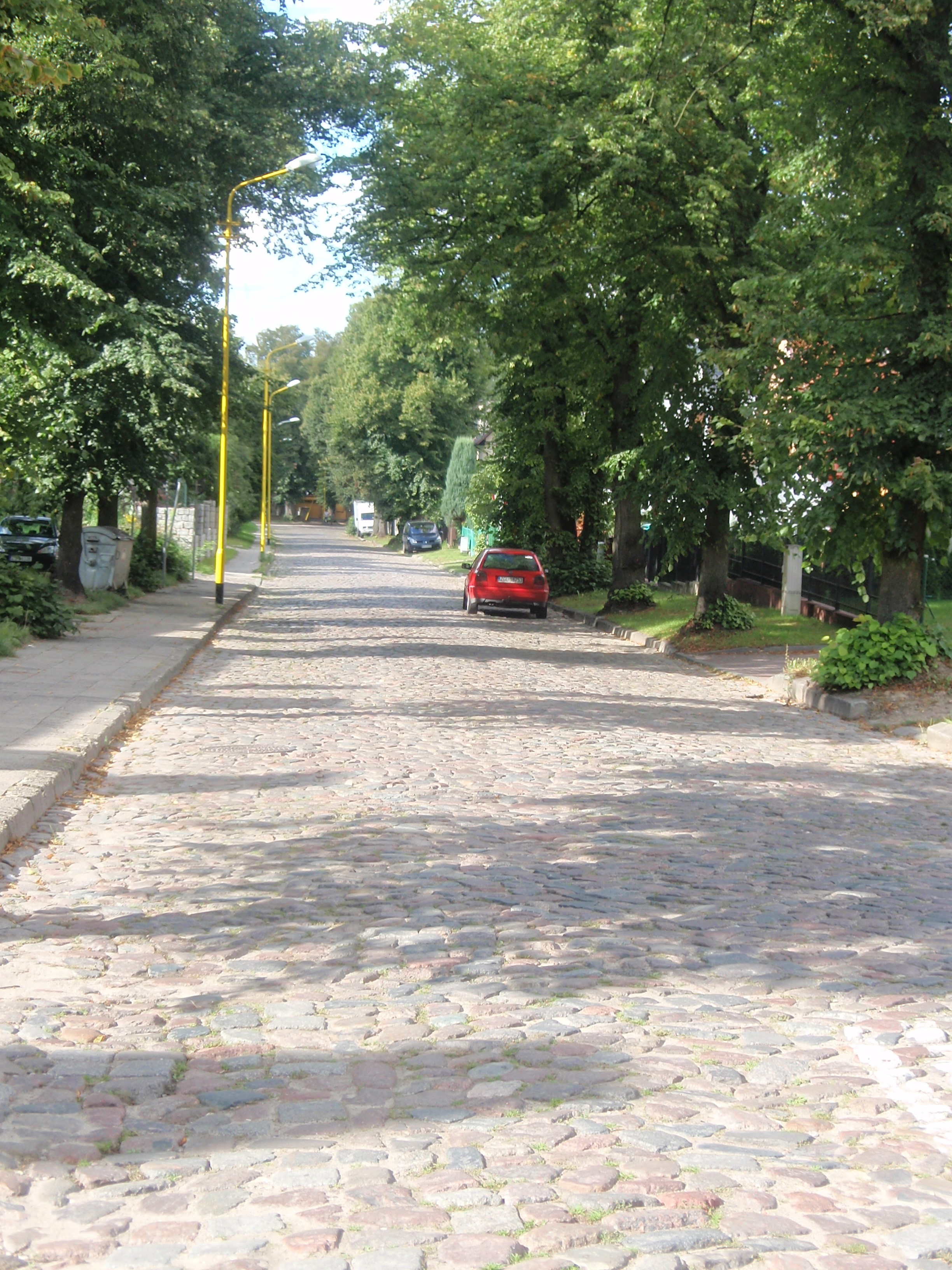
Gepflasterte Straße

## Söhne und Töchter des Ortes
- Manfred Ewald (1926–2002), Präsident des Deutschen Turn- und Sportbundes der DDR